# 威廉·阿亚什
威廉·阿亚什（法語：William Ayache，1961年1月10日—），法国男子足球运动员，司职后卫。他曾代表法国国家队参加1984年夏季奥林匹克运动会足球比赛，获得一枚金牌。